# 13038 Вулстон
13038 Вулстон (13038 Woolston) — астероїд головного поясу, відкритий 2 березня 1990 року.
Тіссеранів параметр щодо Юпітера — 3,243.